# Embarazo no deseado
El embarazo no deseado (también denominado embarazo no previsto, no querido, no planeado, no planificado, no intencional, inesperado, imprevisto o inoportuno) es aquel que se produce sin el deseo o planificación previa y ante la ausencia o fallo de métodos anticonceptivos precoitales adecuados y la inefectividad o no administración de métodos anticonceptivos de emergencia posteriores al coito que prevengan un posible embarazo.
Ante un embarazo no deseado y atendiendo a los principios de salud reproductiva de la OMS, la mujer puede continuar con la gestación y llevar a término el embarazo o, si la legislación vigente del país o territorio lo contempla, practicar un aborto inducido, ya sea mediante un aborto con medicamentos o un aborto quirúrgico, dependiendo del periodo de gestación y siempre con la asistencia sanitaria adecuada.
En todo el mundo, el 38 % de los embarazos son no deseados, el 21 % de ellos se da en adolescentes (de los cuales entre el 30 y el 60 % terminan en un aborto); unos 80 millones de embarazos no deseados cada año de un total de 210 millones de embarazos en todo el mundo. En 2012 la tasa de embarazos no deseados en el mundo fue de 53 por 1,000 mujeres entre 15 y 25 años.

## Prevención mediante métodos anticonceptivos
El suministro de métodos anticonceptivos a los 201 millones de mujeres en riesgo de embarazos no deseados en los países en desarrollo que no tienen acceso a la anticoncepción tendría un coste estimado en 2,3 mil millones de euros por año. Este gasto podría impedir unos 52 millones de embarazos no deseados al año, la reducción en 1,5 millones de muertes por mortalidad materna y mortalidad infantil anuales, así como una reducción de abortos inducidos en un 64 %. La reducción de enfermedades relacionadas con el embarazo podría suponer unos 27 millones de años de vida saludable con el ahorro de unos 100 euros por año de vida saludable.
El riesgo de embarazo no deseado es evidente cuando no se utilizan métodos anticonceptivos en las relaciones coitales o se utilizan inadecuadamente. El riesgo es mayor en las mujeres con menor nivel de estudios, tanto por la falta de educación sexual como en la mayor dificultad para el acceso y uso de métodos anticonceptivos adecuados.

## Anticoncepción de emergencia
Con el término anticoncepción de emergencia, anticoncepción poscoital o anticoncepción preimplantacional se consideran varios métodos:

### Dispositivo intrauterino
1. Dispositivo intrauterino, el DIU T de cobre insertado después del coito y hasta cinco[9] o siete días después de la relación sexual sin protección. Este método es eficaz en la prevención del embarazo en un 99,9 %.[7][10]

### Píldoras anticonceptivas de emergencia
1. Levonorgestrel, conocido también como píldora anticonceptiva de emergencia (PAE) y comúnmente llamada "píldora del día después". La píldora anticonceptiva de emergencia tiene una eficacia del 75 % al 89 %.[7][10]
2. Acetato de ulipristal, también conocido como píldora de los cinco días después (marca ellaOne)[7]
3. Mifepristona, en pequeñas dosis (de 25 mg a 50 mg), es considerada como anticonceptivo de emergencia por delante del levonorgestrel, tanto en su eficacia como en los menores efectos secundarios.[11]
4. Método de Yuzpe, combinaciones de estrógenos y progestinas, cada vez menos usado ante la aparición de alternativas más eficaces y con menores efectos secundarios como la píldora del día después (levonorgestrel), el acetato de ulipristal y la mifepristona[7][12] El método de Yuzpe no resulta eficaz cuando el proceso de implantación ya se ha iniciado.

## Consecuencias de los embarazos no deseados
Las consecuencias de los embarazos no deseados, además de psicológicas, sociales y económicas son las siguientes:
- Aborto inducido (aborto con medicamentos o aborto quirúrgico)
- Mortalidad materna
- Mortalidad infantil
- Enfermedades derivadas del embarazo y el parto

### Nacimientos no deseados
El embarazo no deseado es la causa de unos 35 millones de nacimientos no deseados al año.
El embarazo no deseado puede generar incertidumbre y preocupación, especialmente en aquellas personas que no tenían previsto concebir. Uno de los primeros indicios que lleva a sospechar de un embarazo es la ausencia del ciclo menstrual, lo que motiva a muchas personas a realizar una prueba de embarazo o buscar orientación médica. Sin embargo, el atraso menstrual no siempre está relacionado con un embarazo, ya que factores como el estrés, cambios hormonales o alteraciones en la salud pueden influir en la regularidad del ciclo. Contar con información clara sobre las posibles causas de un retraso menstrual y las opciones disponibles ante un embarazo no planificado es fundamental para la toma de decisiones informadas.

### Aborto inducido
La existencia de un altísimo número de embarazos no deseados en el mundo origina la práctica de alrededor de 42 millones de abortos inducidos por año.

### Mortalidad materna
Entre el año 1995 y el año 2000 se estima que hubo 338 millones de embarazos que no fueron deseados ni planificados en todo el mundo (el 28 % del total de embarazos de un total de 1,2 mil millones durante esos 6 años; una media de unos 56 millones de embarazos no deseados de un total de 200 millones al año). Estos embarazos no deseados provocaron alrededor de 700.000 muertes por mortalidad materna (aproximadamente una quinta parte de la mortalidad materna durante ese período).
Más de un tercio de las muertes se debieron a problemas relacionados con el embarazo o el parto, pero la mayoría (64 %) fueron por complicaciones fruto de la práctica de abortos inseguros. La mayoría de las muertes ocurrieron en las regiones menos desarrolladas del mundo, donde no se dispone de planificación familiar y los servicios de salud reproductiva apenas existen.